# With Ears to See and Eyes to Hear
With Ears to See and Eyes to Hear é o álbum de estreia da banda de post-hardcore americana Sleeping with Sirens. Ele foi lançado em 23 de março de 2010 pela Rise Records. O álbum estreou no número #7 na parada da Billboard Top Heatseekers, e no número #36 no Top álbuns independentes.

## Recepção
| Críticas profissionais | Críticas profissionais |
| Avaliações da crítica  | Avaliações da crítica  |
| Fonte                  | Avaliação              |
| ---------------------- | ---------------------- |
| AbsolutePunk           | (88%)                  |
| Alternative Press      | .5 de 5 estrelas       |

O álbum recebeu elogios em particular para os vocais do Kellin Quinn. É o único lançamento da banda com os guitarristas Nick Trombino e Brandon McMaster, que foram substituídos por Jesse Lawson e Jack Fowler.

## Faixas
| N.º            | Título                                                                                | Duração |  |
| 1.             | "If I'm James Dean, You're Audrey Hepburn"                                            | 3:38    |  |
| 2.             | "The Bomb Dot Com v2.0"                                                               | 3:32    |  |
| 3.             | "You Kill Me (In a Good Way)"                                                         | 3:45    |  |
| 4.             | "Let Love Bleed Red" (com Aaron Marsh)                                                | 3:41    |  |
| 5.             | "Captain Tyin Knots vs Mr Walkway (No Way)" (com David Stephens de We Came as Romans) | 3:22    |  |
| 6.             | "Don't Fall Asleep at the Helm"                                                       | 2:13    |  |
| 7.             | "With Ears to See, and Eyes to Hear"                                                  | 3:43    |  |
| 8.             | "In Case of Emergency, Dial 411"                                                      | 2:58    |  |
| 9.             | "The Left Side of Everywhere"                                                         | 2:55    |  |
| 10.            | "Dance Party"                                                                         | 1:33    |  |
| Duração total: | Duração total:                                                                        | 33:05   |  |

## Créditos
Sleeping with Sirens
- Kellin Quinn - vocal, teclado, programação
- Brandon McMaster - guitarra principal, vocal de apoio
- Justin Hills - baixo
- Nick Trombino  - guitarra base, vocal de apoio
- Gabe Barham - bateria

Músicos convidados
- Aaron Marsh - vocal na faixa 4
- David Stephens - vocal na faixa 5

Produção
- Cameron Mizell - mixagem, masterização, produção, engenharia, programação e percussão
- Glenn Thomas - direção de arte e design